# Голуб, Семён Тимофеевич
Семён Тимофеевич Голуб (1916—1945) — капитан Рабоче-крестьянской Красной Армии, участник советско-финской и Великой Отечественной войн, Герой Советского Союза (1945).

## Биография
Семён Голуб родился 5 мая 1916 года в селе Чёрный Рог (ныне — Семёновский район Черниговской области Украины) в крестьянской семье. В 1934 году окончил три курса лесного техникума, после чего работал бригадиром в колхозе. В 1939 году Голуб был призван на службу в Рабоче-крестьянскую Красную Армию. Участвовал в советско-финской войне. С февраля 1943 года — на фронтах Великой Отечественной войны. Окончил курсы младших лейтенантов. Принимал участие в боях на Северо-Западном, 1-м, 2-м и 3-м Украинских фронтах. К марту 1945 года капитан Семён Голуб командовал батареей 652-го артиллерийского полка 202-й стрелковой дивизии 27-й армии 3-го Украинского фронта. Отличился во время освобождения Венгрии.
9 марта 1945 года батарея Голуба отразила большое количество вражеских контратак в районе села Шимонторнья к северо-западу от города Пакш, уничтожив 2 танка и около 80 солдат и офицеров противника. 10 марта Голуб лично подбил вражеский танк. 11 марта его батарея уничтожила 2 миномёта, 3 пулемёта, а также большое количество вражеских солдат и офицеров. В ходе очередной контратаки Голуб лично встал к одному из орудий и подбил из него два немецких танка. В бою был ранен, но не покинул своего поста, продолжая руководить действиями батареи. В тот день он погиб. Похоронен у села Шимонторнья.
Указом Президиума Верховного Совета СССР от 29 июня 1945 года за «образцовое выполнение боевых заданий командования и проявленные при этом мужество и героизм» капитан Семён Голуб посмертно был удостоен высокого звания Героя Советского Союза. Также был награждён орденами Ленина, Красного Знамени, Отечественной войны 2-й степени, двумя орденами Красной Звезды.
В честь Голуба названа улица и школа в Чёрном Роге.